# رابین تیک
رابین آلن تیک (به انگلیسی: Robin Alan Thicke) (‎/ˈθɪk/‎; زاده ۱۰ مارس ۱۹۷۷) موسیقی‌دان، خواننده-ترانه‌سرا و بازیگر آمریکایی-کانادایی است. وی فرزند آلن تیک و گلوریا لورینگ است. تیک با هنرمندانی همچون کریستینا آگیلرا، پیتبول نیکی میناژ، جنیفر هادسون، آشر، مری جی. بلایژ، و فلو رایدا کار کرده‌است.